# Gélotophobie
Le terme gélotophobie, issu des mots grecs gélōs (γέλως = « rire ») et phobía (φοβία = « crainte » / « peur » ), est la peur irrationnelle d'être victime de moqueries. Les personnes qui en souffrent ne sont pas capables d'apprécier le rire dans sa signification affective positive ou de l'utiliser elles-mêmes pour exprimer leur joie. Par ailleurs, elles éprouvent le rire de leurs prochains (même si celui-ci n'est pas du tout agressif), comme une menace envers elles.
Depuis 2008, la gélotophobie fait l'objet d'études scientifiques, avant tout de psychologues, psychiatres et sociologues. C'est à l'initiative de Michael Titze, que cette recherche a été menée à l'aide d'observations cliniques. Il a aussi introduit en 1995 le terme de « gélotophobie ». À cette occasion, Titze a constaté que certaines personnes souffraient primairement de la peur que leurs partenaires sociaux se moquent d'elles. Ces personnes ont tendance à chercher, sans cesse, dans leur entourage, les signes de moqueries abaissantes. Par ailleurs, elles sont persuadées d'être, dans l'ensemble, ridicules.

## Aspect extérieur
Les personnes atteintes de gélotophobie manquent de vivacité, de spontanéité et de joie de vivre. Elles paraissent souvent distantes et froides. Le signe le plus caractéristique de cette affection est le manque d'humour. Rire ne leur apporte ni détente, ni expérience sociale agréable, mais au contraire, tension et peur. Henri Bergson comparait les personnes devenues la cible de moqueries humiliantes et de railleries à des poupées en bois ou à des marionnettes. Pour cacher aux autres leur problème, les gélotophobiques s'efforcent de passer inaperçus, ce qui peut provoquer l'effet inverse : leurs gestes peuvent se crisper à tel point qu'ils donnent l'impression d'être des pantins. Titze a qualifié ce comportement bizarre de « syndrome de Pinocchio ».

## Gélotophobie et phobie sociale
Le syndrome de Pinocchio se manifeste, en général, par une crispation musculaire qui se traduit par des symptômes physiologiques spécifiques comme tachycardie, tics, tremblements, rougissements, transpiration, manque de souffle, sécheresse de la gorge et de la bouche. Une phobie sociale est une peur généralisée de rejet social, alors qu'une gélotophobie est une peur spécifique de rejet social qui est stimulée primairement par le rire. Pour souligner cela, on peut dire que chaque gélotophobique est un phobique social, mais que chaque phobique social n'est pas un gélotophobique. Kim Edwards et ses collègues ont constaté qu'une gelotophobie se différencie d'une phobie sociale par des antécédents d'expériences traumatisantes avec des moqueries abaissantes.

## Causes et effets de la gélotophobie
À la suite d'observations clinique, un modèle des causes et effets de la gélotophobie, a été formulé, qui comprend les conditions suivantes :
Causes
- Dans l'enfance : Développement d'une honte primaire à la suite d'un désintéressement, ou froideur émotionnelle entre parent et enfant
- Expériences traumatisantes répétées avec moqueries abaissantes (railleries taquineries, brimades) pendant l'enfance et la jeunesse.
- Expériences traumatisantes intensives avec moqueries abaissantes à l'âge adulte (p. ex. harcèlement psychologique sur le lieu de travail).

Effets
- Comportement « bizarre ».
- Les compétences sociales sont mal développées.
- Troubles psychosomatiques, par ex. rougissements, maux de tête dus à des tensions, tremblements, étourdissements, troubles de langage, perte de contrôle émotionnel.
- «Syndrome de Pinocchio» : raideur émotionnelle, pétrification de la mimique, mouvements corporels maladroits «saccadés». Les victimes donnent l'effet d'être froides, distantes et insolites.
- Perte de spontanéité, valorisation de soi et joie de vivre.
- Rire et humour ne produisent plus d'effet décontractant de joie, mais de peur, respectivement d'agressivité destructive.
- Rétraction de la vie sociale pour se protéger de nouveaux traumatismes par des rires abaissants.

## Signes caractéristiques de la gélotophobie
Suivent quelques signes caractéristiques typiques de la gélotophobie :
- Comportement social d'évitement qui est motivé par la peur de se rendre ridicule.
- Peur du rire des autres.
- Évaluation paranoïaque des propos humoristiques de leurs partenaires sociaux.
- Incapacité de dialoguer avec d'autres personnes de manière joyeuse, humoristique.
- Valorisation de soi critique en rapport avec son propre corps, ainsi que pour les compétences verbales et non verbales. Complexe d'infériorité et jalousie provenant de la comparaison de la compétence humoristique d'autres personnes.

## Évaluation diagnostique de la gélotophobie
Se basant sur les signes caractéristiques de la gélotophobie ci-dessus, 46 constatations spécifiques ont été menées qui sont la base d'un questionnaire sur l'évaluation de la gélotophobie (GELOPH 46), débutant par des situations menaçantes minimes, jusqu'à des situations menaçantes extrêmes. De là, une version courte de ce questionnaire ne contenant plus que 15 constatations, a été mis au point (GELOPH <15>). À l'appui du GELOPH, une instrumentation imagée a été réalisée, se reportant à des bandes dessinées qui montrent des personnes riant dans différentes situations. Une image montre par exemple, comment quelqu'un observe deux personnes qui rient. Les candidats au test doivent évaluer ce que l'observateur pourrait éprouver. Alors que ceux qui ne sont pas atteints de gélotophobie pourraient peut-être répondre : « Les jeunes s'amusent tout simplement ensemble », une réponse typique d'un gelotophobique serait : « Pourquoi se moquent-ils de moi ?».

## La version française de GELOPH <15>
De façon à tester les propriétés psychométriques de la version française, 218 participants provenant de la partie francophone de la Suisse, ainsi que 245 participants du Québec (Canada) ont complété le questionnaire. La version traduite a obtenu de bonnes propriétés psychométriques se traduisant par une fiabilité élevée dans les deux échantillons. Plus spécifiquement, les items relatifs au fait d'associer les rires des autres à sa propre personne (Suisse) et au fait de ne pas se sentir à l'aise en dansant à cause de la conviction d'être évalué négativement par autrui (Québec) obtiennent les niveaux d'endossement les plus élevés. La peur de faire rire de soi existe indépendamment de l'âge, du sexe et du statut marital des participants. Les scores moyens de gélotophobie dans les échantillons ne différaient pas entre le Québec et la Suisse. La version française du GELOPH 15 fournit une mesure utile et fiable permettant l'évaluation subjective de la gélotophobie dans les pays francophones.

## Validation et études empiriques
Dans les études empiriques, des constatations statistiquement contrôlées sur la structure de la personnalité des gélotophobiques, ont été obtenues. C'est ainsi que Willibald Ruch rapporte que les gélotophobiques sont neurotiques et introvertis. Dans le modèle de personnalité PEN de Jürgen Eysenck, la gélotophobie est en corrélation étroite avec les dimensions de l'introversion et du neurotisme. Sur des P-Scales plus anciens, les gélotophobiques atteignent un plus grand nombre de points dans la dimension du psychoticisme. Il semblerait aussi qu'ils aient fait, au cours de leur vie, des expériences de honte intense, et ils éprouvent de façon significative, aussi bien de la honte que de la peur, au courant d'une semaine typique. Les gélotophobiques éprouvent, en outre, des sentiments négatifs en entendant rire d'autres personnes. Ils ne peuvent pas différencier entre un rire amical et un rire hostile. À chaque rire, ils réagissent avec des sentiments négatifs, tels que honte, peur et agacement. La capacité d'éprouver de la joie et de développer des formes sociales communicatives humoristiques, est considérablement réduite. La plupart des gélotophobiques se souviennent de situations gênantes dans leur enfance, où ils ont été la risée de leurs parents.

## Forces, intelligence et compétence humoristique
Des tests spécifiques montrent que les gélotophobiques sous-estiment souvent leurs propres potentiel et compétences. Ils ont tendance à s'estimer moins vertueux que les gens qu'ils connaissent personnellement. Il en est de même pour leurs compétences intellectuelles dont ils sous-estiment leur QI de 6 points. En outre, les gélotophobiques ont une attitude négative généralisée vis-à-vis du rire. Le rire ne réussit pas à les transporter dans une ambiance joyeuse. Personnellement, ils se sentent moins humoristiques qu'ils le sont effectivement (sur la base des résultats des tests spécifiques).

## Étude internationale sur la gélotophobie
Le GELOPH <15> a été traduit dans 40 langues, et utilisé dans le monde entier pour examen dans 72 pays différents. Les résultats montrent que les patients peuvent être différenciés par deux facteurs, respectivement de motifs fondamentaux, à savoir (a) manque d'assurance et (b) comportement d'évitement. Les gélotophobiques manquant d'assurance essaient de cacher devant les autres, la conviction déterminante d'être drôle ou ridicule. (D'après les résultats de l'étude, ce motif est particulièrement répandu au Turcmenistan et au Cambodge). Les gélotophobiques ayant un comportement d'évitement par contre, évitent toutes les situations sociales où l'on pourrait rire, parce que le rire est ressenti comme une menace sur la valorisation de soi (ce motif est prédominant particulièrement en Égypte, Jordanie et Thaïlande). La prévalence de gélotophobie est particulièrement haute en Asie, parce que c'est là que le bien-être du collectif a une grande priorité, et que les intérêts de l'individu sont soumis à ceux du groupe. De là en résulte à nouveau le motif de « préserver la face » à tout prix. Se basant sur les résultats de cette étude multinationale, les auteurs considèrent la gélotophobie comme particularité de la personnalité, et non comme maladie. La fourchette correspondante de la gélotophobie va d'une singularité minimale jusqu'à une très forte singularité ou une peur pathologique.